# Парламенты во Франции

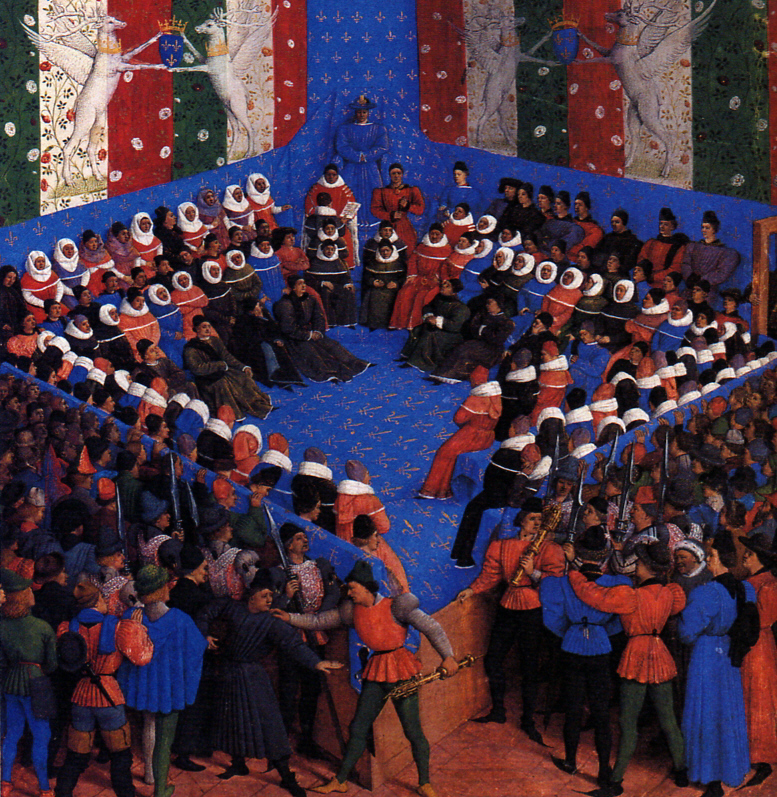
Жан Фуке. Заседание Парижского парламента с участием короля Карла VII

Парламенты (parlements) — высшие суды во Франции XV-XVIII веков (период Старого порядка), образованные в 13 областях.
Франции по образу и подобию Парижского парламента, юрисдикция которого продолжала распространяться почти на половину территории страны.
К середине XVIII века во Франции было двенадцать парламентов: в Париже, Тулузе, Гренобле, Дижоне, Бордо, Руане, Эксе, Ренне, По, Меце, Дуэ и Безансоне, а также три высших совета в Кольмаре, Аррасе и Перпиньяне, бывшие парламентами в миниатюре.
Парламенты возникли как судебные учреждения, но затем в их ведение перешли также вопросы строительства и содержания дорог, церквей, тюрем, больниц, благотворительных учреждений. Парламенты ведали цензурой, контролировали организацию и проведение любого рода публичных собраний, контролировали деятельность городских муниципалитетов, сельских коммун, ремесленных цехов и торговых гильдий.
Парламенты как олицетворение королевского правосудия сыграли большую роль в создании централизованного государства во Франции. Во второй половине XVII — начале XVIII века они стали лишь пассивным инструментом абсолютистской внутренней политики, но в 1750-х — 1770-х годах все французские парламенты действовали как единая политическая сила, противостоявшая королевской власти. Парламенты оспаривали право короля вводить новые налоги, утверждая, что король обязан представлять им полный и подробный отчет о всех источниках доходах и расходах государства, с тем чтобы они смогли сами найти выход из сложного финансового положения. Они были инициаторами политической борьбы с абсолютизмом, поскольку были единственным легальным органом, способным формулировать оппозиционные требования как правовые.

## Состав
Первый элемент в составе парламентов составляли их постоянные члены — назначенные советники, изучившие право. В числе их были рыцари, клерки и особенно много лиц, принадлежавших к третьему сословию. Они все своё время посвящали парламенту, получали жалованье и пользовались некоторыми доходами от тяжущихся. Первоначально они назначались королём, но потом (в XVI веке) окончательно утвердилась продажа парламентских мест. Владелец места в парламенте пользовался правом перепродать его другому лицу, но лишь доказавшему своё знакомство с правом.
Второй элемент парламентов — почётные члены его, являвшиеся на заседания лишь в случае надобности (conseillers d’honneur). К числу их принадлежали принцы королевского дома (в парижском парламенте), духовные и светские пэры Франции (присутствие их было необходимо, когда судился пэр), некоторые должностные лица (напр., в парижском парламенте — губернатор Парижа) и представители высшей церковной иерархии (напр., в парижском парламенте — аббаты монастырей Клюни и Сен-Дени, в Руанском — архиепископ руанский).
Члены парламента пользовались многими привилегиями. Они составляли своего рода знать (noblesse de robe) и передавали своё достоинство потомственно (если занимали место в парламенте два поколения подряд). Они были освобождены от военной службы, от постоя и от многих налогов. В торжественных случаях члены парламента надевали особое одеяние красного цвета (духовные — фиолетового) и особую шапочку. Во главе всего парламента стоял первый президент, место которого никогда не продавалось, во главе отдельных палат — по нескольку президентов.

## Структура
В структуре парламента выделялось несколько палат, или камер:
- Grande chambre, иногда просто называвшаяся le Parlement — исторически первая, большая, или высшая палата;
- Chambre des Enquêtes — следственная палата, которая разбирала те дела, которые могли быть разрешены лишь на основании данных, собранных следствием; решения этой палаты, как правило, объявлялись на заседании большой палаты;
- Chambres des Requêtes — палаты прошений, где разбирались дела привилегированных граждан, имевших право судиться прямо в парламенте, минуя низшие инстанции.
- La Tournelle или Chambre Сriminelle — уголовная палата;
- Chambre des Vacations — заседала во время судебных вакаций)
- Chambre de l’Edit — создана в силу Нантского эдикта для разбирательства дел гугенотов и просуществовала до правления Людовика XIV;
- Chambre ardente — особая палата для суда над еретиками, создана в 1548 г.

## Компетенция
В компетенцию парламентов входили:
- дела по апелляциям на судебные решения других судебных инстанций, подчиненных парламентам;
- дела, разбиравшиеся парламентами в качестве суда первой (и последней) инстанции, — как правило, с участием, пэров Франции, высшего дворянства и духовенства, университетов, городов, отдельных капитулов.
- дела, затрагивавшие интересы короны, касавшиеся доменов, регалий и т. п.

## Список парламентов
- 1250 — Парижский парламент
- 1422 — Парламент Доля (фр. Parlement de Dole) передан в 1676 в Безансон
- 1443 — Тулузский парламент (фр. Parlement de Toulouse)
- 1451 — Парламент Бордо (фр. Parlement de Bordeaux)
- 1453 — Гренобльский парламент (фр. Parlement de Grenoble) или парламент Дофине
- 1477 — Дижонский парламент (фр. Parlement de Dijon)
- 1499 — Парламент Нормандии (фр. Parlement de Normandie) в Руане
- 1501 — Парламент Прованса (фр. Parlement d'Aix) в Эксе
- 1523 — Парламент Домба (фр. Parlement de Dombes); позднее Лионский
- 1553 — Парламент Бретани
- 1622 — Парламент По (фр. Parlement de Pau)
- 1633 — Мецский парламент (фр. Parlement de Metz)
- 1668 — Парламент Фландрии (фр. Parlement de Flandres); заседал в Турне на территории нынешней Бельгии

Карта юрисдикций парламентов (1789)

- 1676 — Безансонский парламент (фр. Parlement de Besançon) в Франш-Конте
- 1768 — Парламент Нанси (фр. Parlement de Nancy); закрыт в 1775

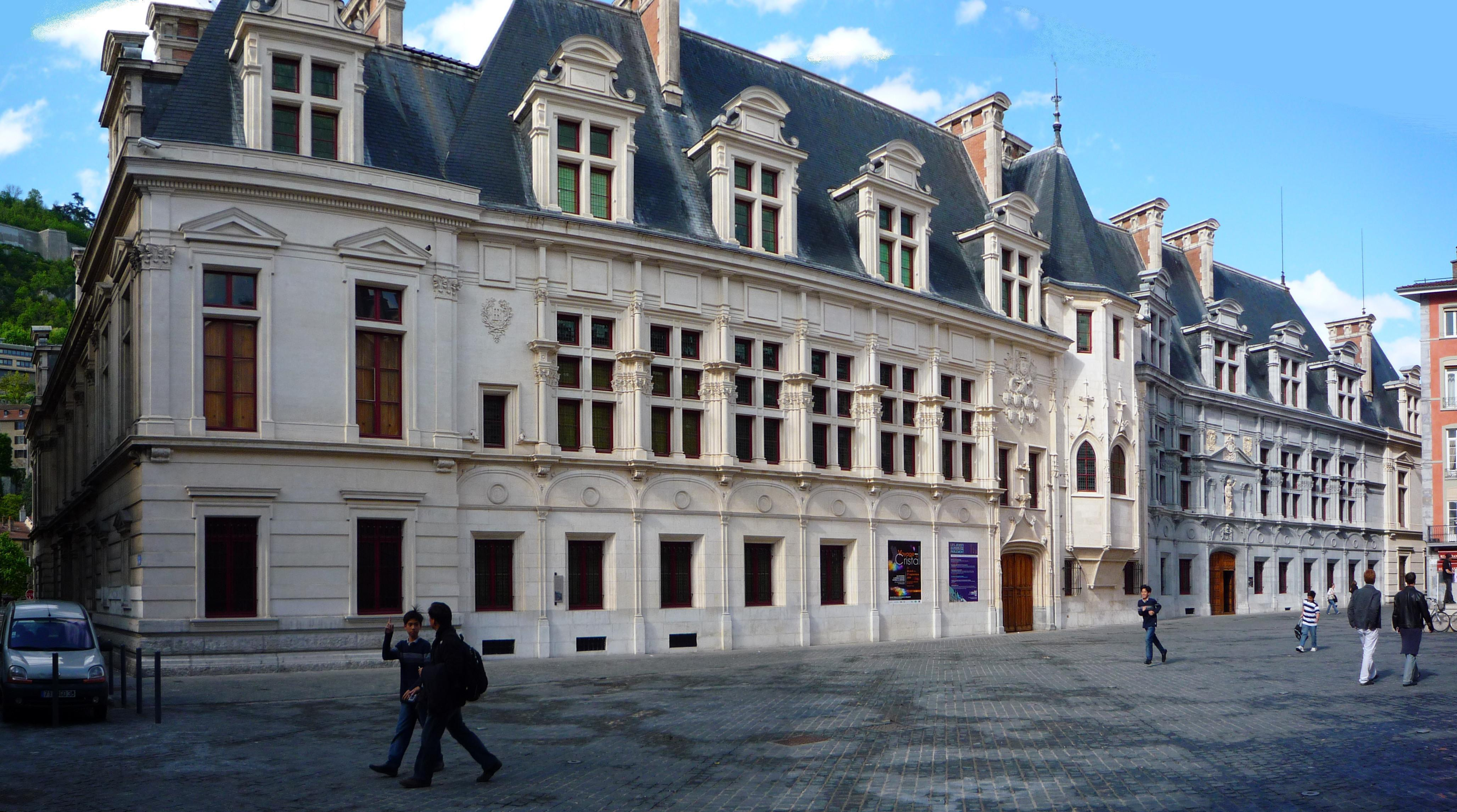
Парламент Дофине (в Гренобле)
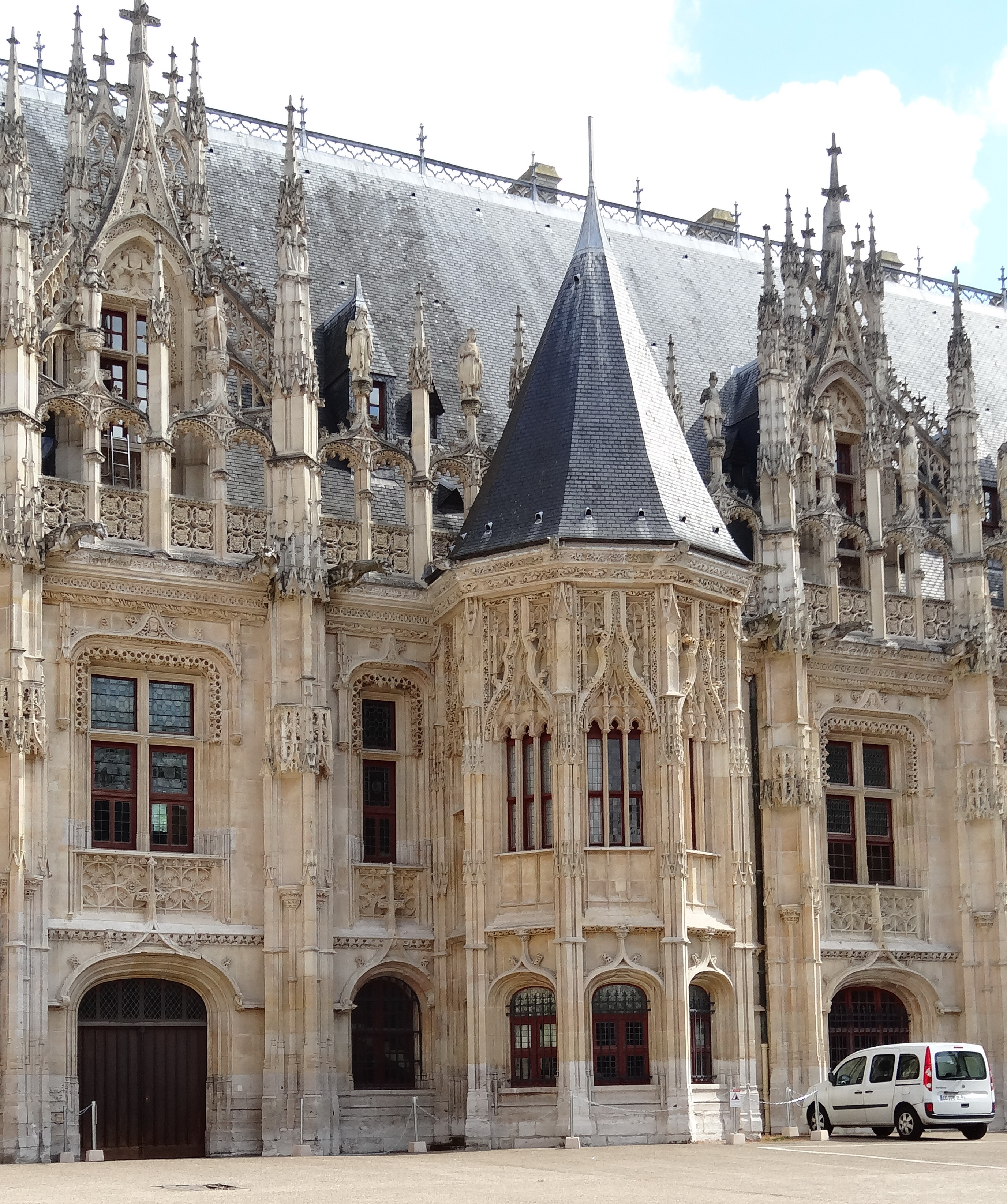
Руанский парламент
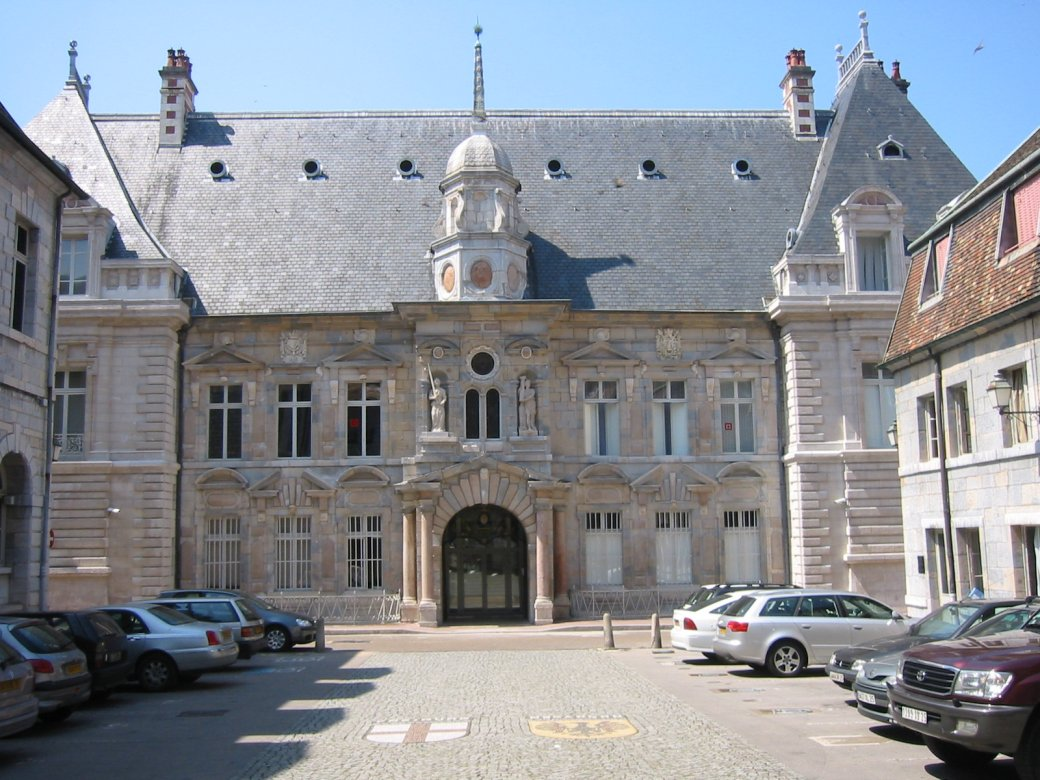
Парламент Франш-Конте
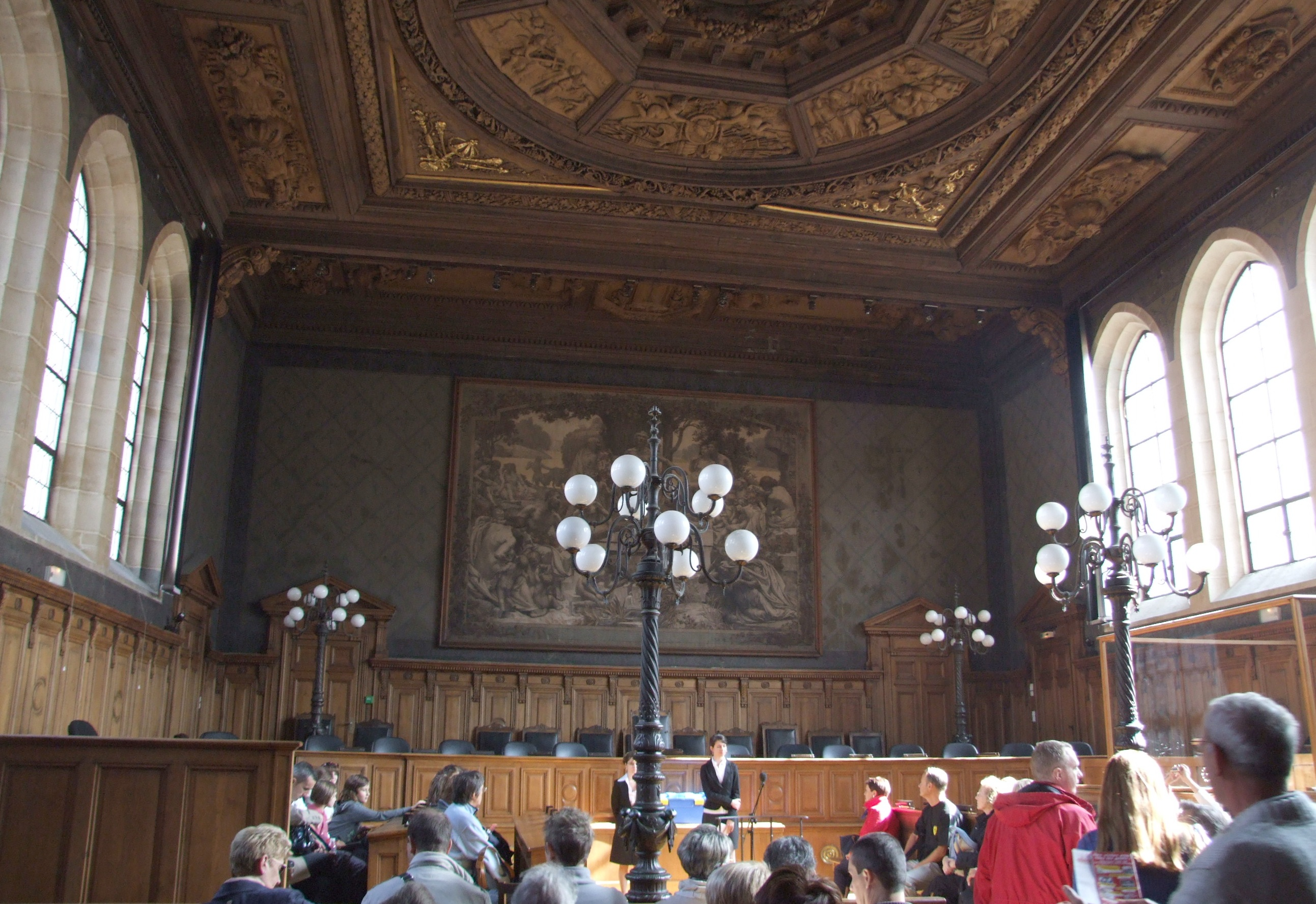
Дижонский парламент
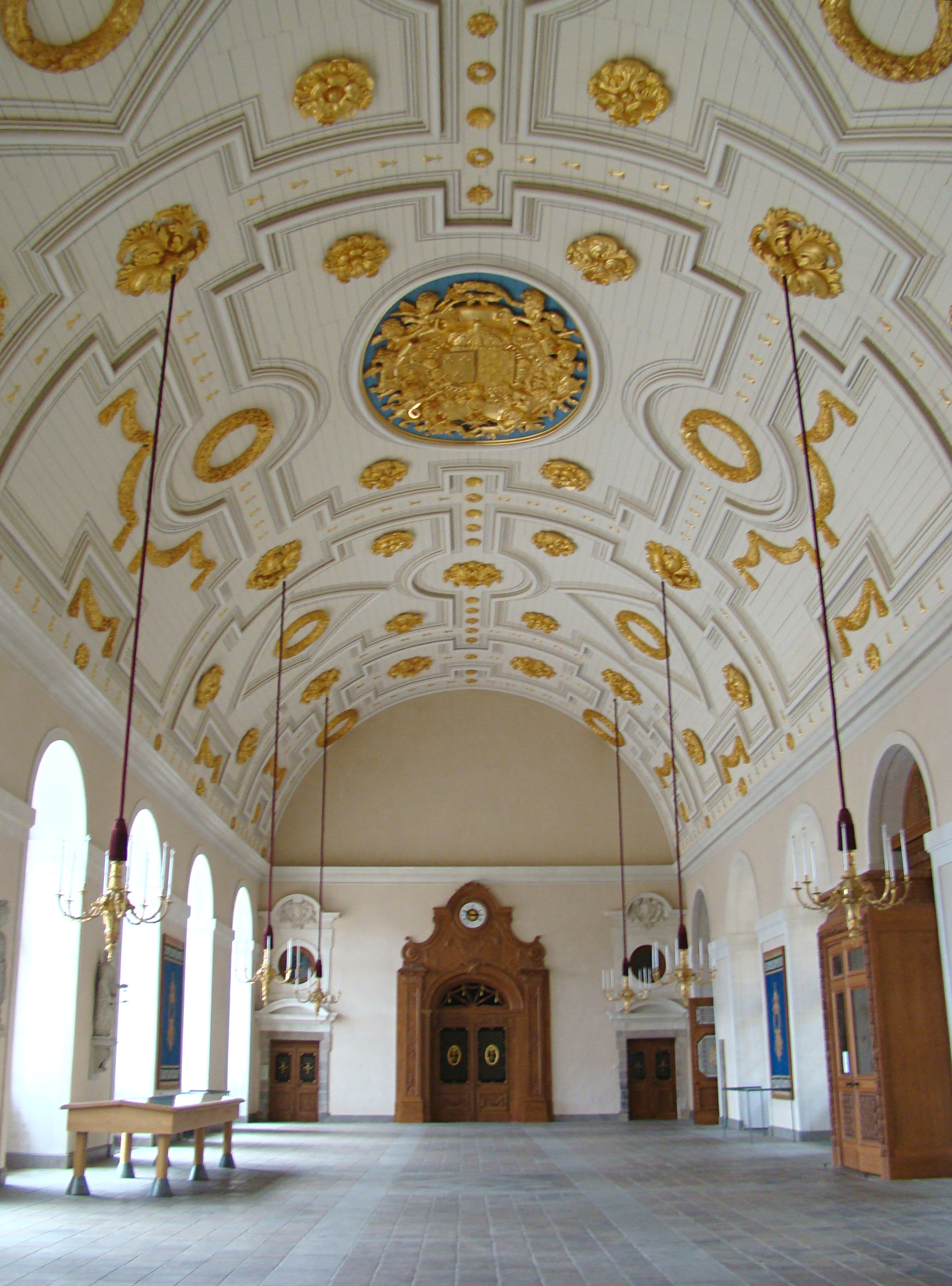
Дворец парламента Бретани

## Эволюция
Первые парламенты, как, например, Нормандский, возникли на базе существовавших и ранее органов феодального судопроизводства и в известной степени наследовали их традиции. С течением времени парламенты стали смотреть на себя как на охранителей установившегося во Франции порядка, как на защитников интересов страны (главным образом, третьего сословия, выходцами из которого являлось большинство состава парламентов) и даже как на блюстителей самих прав короны.
Эти воззрения находили много сторонников, особенно с тех пор, как монархия перестала прибегать к созыву Генеральных штатов. Парламенты казались многим единственной сдержкой постоянно усиливавшегося всевластия королевских чиновников и как бы заменой Генеральных штатов. Следствием стал ряд столкновений парламентов с королевской властью, принимавших подчас очень острые формы (см. Парламентская фронда). С началом Великой французской революции (1789) все парламенты были распущены.